# Thomas Lewis
Thomas Lewis (Cardiff, 26 december 1881 - Rickmansworth, 17 maart 1945) was een Welshe cardioloog. Hij zette de lijnen uit voor het gebruik van het door Willem Einthoven uitgevonden elektrocardiogram in de geneeskunde.
Lewis werkte als cardioloog, fysioloog en klinisch wetenschapper, waarbij hij zich voornamelijk bezighield met het hart. Hij correspondeerde vanaf 1906 met Einthoven. Hij begon met het gebruik van het elektrocardiogram in de klinische praktijk in 1908.
Lewis stichtte samen met James MacKenzie in 1909 het wetenschappelijk tijdschrift Heart: A Journal for the Study of the Circulation, later hernoemd tot Clinical Science. Vier jaar later bracht hij het boek Clinical Electrocardiography, uit, over elektrocardiografie in de medische praktijk.
Lewis werd in 1918 verkozen tot Fellow of the Royal Society en twee jaar later geridderd. In 1921 werd hij Knight Bachelor.
Van de Royal Society ontving hij in 1927 de Gold Medal en in 1941 de Copley Medal. Van 1943 tot 1945 was hij vicevoorzitter van het wetenschappelijk genootschap.